# Кайкконен, Антти
А́нтти Са́мули Ка́йкконен (фин. Antti Samuli Kaikkonen; род. 14 февраля 1974, Турку, Финляндия) — финский политический и государственный деятель. Председатель партии «Финляндский центр» с 15 июня 2024 года. Является депутатом эдускунты (парламента Финляндии) от избирательного округа Уусимаа с 2003 года. В прошлом — министр обороны Финляндии (2019—2023).

## Биография
Родился 14 февраля 1974 года в городе Турку. Вырос в муниципалитете Туусула.
В 1993 году окончил школу в городе Керава.
В 2014 году получил степень бакалавра по политологии в Хельсинкском университете.
Работал замещающим учителем на замену в начальных и средних школах в 1993—1998 гг. В 1996—1997 гг. работал помощником в издательской компании Eppe Oy.
С 1996 года — депутат муниципального совета Туусула.
Занимал должность президента молодёжной организации партии «Финляндский центр» с 1997 по 2001 год.
В 2001—2002 гг. — помощник депутата.
В 2002—2003 гг. работал в консалтинговом агентстве Eurofacts в Хельсинки.
По результатам парламентских выборов 2003 года впервые избран депутатом эдускунты в избирательном округе Уусимаа. В 2003—2004 гг. — член Комиссии по трудовой жизни и равноправию. В 2003—2007, 2009—2015 гг. — член Комитета по окружающей среде. В 2004—2013 гг. — заместитель председателя Большого комитета, в 2007—2013 гг. — заместитель председателя рабочей секции Большого комитета. В 2009 и 2019 гг. — член Юридического комитета. В 2007 году — заместитель председателя Финансового комитета, в 2013—2015 гг. — член Финансового комитета. В 2011 году — член Комитет конституционного права. В 2007—2009, 2010 и 2015—2016 гг. — член Комитета по международным делам. В 2006—2008 и 2015—2016 гг. — член Форума по международным делам. Как председатель Комитета по международным делам в 2015—2016 гг. был членом президиума эдускунты и заместителем председателя Консультативного совета Института международных отношений. В 2015 и 2019 гг. — член Комитет по культуре. В 2017—2019 гг. — член Банковского комитета. В 2003—2011 гг. — член Парламентской конференции Балтийского моря, в 2005—2008 гг. — председатель. В 2015—2019 гг. — член Комитета обороны.
Кайкконен входил в делегацию Финляндии в Совете Европы в 2004—2015 гг., заместитель председателя в 2006—2011 гг. В 2007—2009 гг. — заместитель председателя Наблюдательного совета Yleisradio Oy
21 июня 2016 года Антти Кайкконен был избран председателем парламентской группы от партии «Финляндский центр». Исполнял обязанности до 6 июня 2019 года.
В сентябре 2019 года на внеочередном партийном съезде в Коувола был одним из двух кандидатов на пост председателя партии, однако проиграл выборы, получив 829 голосов, в то время как за Катри Кулмуни, министра экономического развития в кабинете Ринне, было отдано 1092 голоса.
В связи с формированием нового правительства, 6 июня 2019 года Кайкконен был назначен на должность министра обороны Финляндии в кабинете Ринне, 10 декабря — в  в кабинете Марин. 5 января 2023 года ушёл в отпуск по уходу за ребёнком, временным заместителем стал Микко Савола. 28 февраля вернулся из отпуска и вновь назначен министром обороны Финляндии. 20 июня правительство Марин ушло в отставку.
15 июня 2024 года избран новым председателем партии «Финляндский центр». Получил 1368 голосов, а его конкурент депутат Туомас Кеттунен — 308 голосов.
Президент фонда Maanpuolustuksen kannatussäätiö.
Имеет воинское звание капитана.
В 2019—2022 гг. — член комиссии ассоциации Suomen 4H-liito.

## Личная жизнь
Первой его женой была Сату Тайвеахо (Satu Taiveaho), депутат эдускунты в 2011—2013 гг. от Социал-демократической партии. Пара объявила о разводе в сентябре 2018 года.
Женат на Яннике Ранта (Jannika Ranta), которая баллотировалась от партии Центр на муниципальных выборах 2017 года в области Уусимаа, являлась специальным помощником министра экономического развития Олли Рена и его преемника Мики Линтиля до ноября 2018 года. 20 июля 2020 года у пары родился первый сын Альвар (Alvar). 21 августа 2021 года состоялась свальба. Второй сын родился в июле 2022 года.